# Tecnam P92
El Tecnam P92 es un avión utilitario ligero biplaza de ala alta, diseñado por el fabricante aeronáutico italiano Costruzioni Aeronautiche Tecnam, en sus instalaciones de Capua. Realizó su primer vuelo en el año 1992.
El P92 cuenta con un fuselaje monocasco y una cola con aluminio con estructura en tubos de acero. Las alas están hechas de aluminio. La cabina está equipada con controles duales con instrumentos de vuelo convencionales. Como planta motriz, cuenta con un motor Rotax 912 de hélice de dos palas con 80 o 100 cv de potencia según la variante empleada.

## Variantes

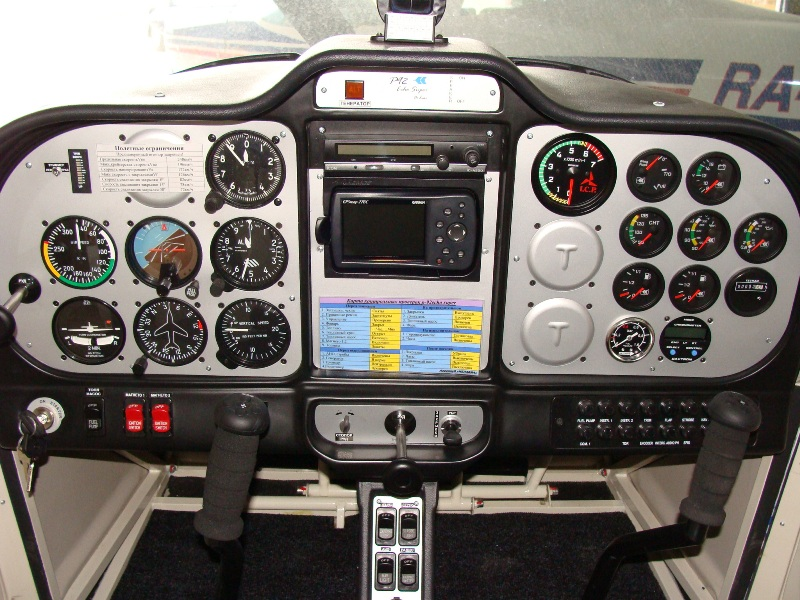
Cabina de vuelo del P92 Echo Super.

- P92 Echo: Variante inicial, disponible con motor Rotax 912 de 80 o 100 cv.
- P92 Seasky: Variante anfibia del P92 Echo.
- P92 S Echo: Variante con alas y fuselaje rediseñado.
- P92 Echo Super: Variante que emplea el motor Rotax 912ULS.
- P92 J: Versión modernizada del P92 Echo. Disponible con motor Rotax 912U.
- P92 JS: Versión modernizada del P92-J con motor Rotax 912S.
- P92 2000RG: Variante con fuselaje rediseñado, menor envergadura y tren de aterrizaje retráctil.
- P92 Eaglet: Variante que dispone de dispositivos de punta alar para mejorar la aerodinámica de la aeronave.
- P92 TD  Tail Dragger: Versión con motor Rotax 914 Turbo y tren de aterrizaje convencional.